# Manuel de la Pezuela y Lobo-Cabrilla
Manuel de la Pezuela y Lobo-Cabrilla fue un militar, marino y político español nacido en Madrid en 1817 y fallecido en la misma ciudad en 1899.
Ingreso en la Armada Española en 1833 como Guardiamarina cuando contaba con 16 años de edad. Tras terminar sus estudios preliminares fue destinado al apostadero de La Habana (Cuba).

## Primera Guerra Carlista
Durante su estancia en la isla, permaneció embarcado en distintos buques, por necesidades del servicio, estuvo poco tiempo en Cuba. Se le ordenó regresar a la península. Al llegar se le destinó a prestar sus servicios en los buques de la armada que combatían a las fuerzas carlistas, en las aguas del  Cantábrico. Lo que le llevó a combatir en las acciones que tuvieron lugar en Pasajes, Fuenterrabía, Motrico, Deva, levantamiento del sitio de Bilbao, la toma de Guetaria, y en la Batalla de Luchana, donde se ganó la cruz Laureada de San Fernando y el ascenso a alférez de navío.
En 1840, se le asignó el mando del falucho Trillo, destinado a las aguas del mar Mediterráneo, donde se enfrentó a una fuerza naval carlista superior. Tras doce horas de combate, falucho quedó prácticamente inservible, pero sin llegar a ser capturado por las fuerzas carlistas. Al arribar a puerto, con aparejo de fortuna y con la tripulación muy mermada, pasó al mando del falucho San Antonio, armado con la artillería y pertrechos del inutilizado Trillo.
Al terminar esta contienda, realizó varios viajes por Europa, así como por las colonias de España, en las que permaneció algún tiempo al mando de varios buques.

## Campaña del Pacífico
Prosiguió su carrera, y Durante la Guerra Hispano-Sudamericana, se le otorgó el mando de la fragata Berenguela, que fue incorporada a la escuadra del Pacífico, a las órdenes del almirante Casto Méndez Núñez, con la cual, participó en el bombardeo de Valparaíso y en el Combate de El Callao.
Al dividirse la escuadra en dos divisiones, su fragata fue incorporada a la escuadra de la Numancia, y el quedó al mando de la Numancia, completando ambos buques la circunnavegación. A su regreso en el año de 1867, fue ascendido al empleo de brigadier, por los méritos contraídos. Al poco tiempo, pasó a ocupar el puesto de vicepresidente del Almirantazgo. 
Fue designado, como vocal del Congreso Internacional que se celebraba en la ciudad de Bruselas, para tratar en él sobre; los usos y costumbres de la guerra. 
Al desaparecer el almirantazgo, fue designado presidente de la Junta Superior Consultiva de la armada. Abandonó este alto cargo, al ascender a vicealmirante y ser nombrado comandante general de la escuadra y apostadero, de las Filipinas.
Pasó después a la Península, como capitán general del Departamento y Arsenal de Cartagena.

## Vida política
Fue elegido senador por Lérida en 1884. En 1885, y fue designado ministro de marina por Antonio Cánovas del Castillo, en los escasos cuatro meses que duró su mandato, se iniciaron las gestiones que acabaron autorizando la construcción del torpedero submarino de Isaac Peral. Renovó su acta de senador por Lérida en 1886 y en 1891, fue designado senador vitalicio por la reina regente María Cristina de Habsburgo-Lorena. Ocupó la vicepresidencia del Consejo Supremo de Guerra y Marina.
Falleció en Madrid el día 1 de enero de 1899.